# Víctor Rossi
Víctor Homero Rossi Rodríguez (La Paz, Canelones, 10 de abril de 1943) es un político uruguayo. Fue titular del Ministerio de Transporte y Obras Públicas entre el 1 de marzo de 2005 y el 1 de marzo de 2010. El 3 de diciembre de 2014 fue designado por el entonces presidente electo Tabaré Vázquez como el próximo Ministro de Transporte y Obras Públicas y desde el 1° de marzo de 2015 hasta el 29 de febrero de 2020 asumió nuevamente la titularidad del Ministerio de Transporte y Obras Públicas

## Biografía
Rossi estudió arquitectura, fue funcionario bancario y, entre 1982 y 1990, fue chofer de ómnibus y dirigente sindical de la Unión Nacional de Obreros y Trabajadores del Transporte. Su militancia sindical empezó a cobrar importancia en el 1970 cuando ocupó el cargo de Secretario Departamental del Plenario Sindical de Canelones durante tres años. En el 1973 participó activamente en la huelga general contra la dictadura militar. 
En 1976 fue detenido y encarceladon por el gobierno cívico-militar. Su detención se prolongó hasta 1982, pasando durante ese tiempo por varios establecimientos de detención. En 1990, el entonces intendente de Montevideo, Tabaré Vázquez, le ofreció el cargo de Director de Tránsito y Transporte de la Intendencia Municipal de Montevideo. Durante su gestión se suprimió la red de trolebuses de Montevideo (26 de enero de 1992), se renovó la flota de autobuses de la ciudad y se estableció un sistema de subsidios que abarató el costo de los pasajes en el transporte urbano. De 1992 a 1995 fue director de Obras y Servicios de Montevideo.
En 1999 fue elegido Representante Nacional por Montevideo por el lema Encuentro Progresista - Frente Amplio en representación de Alianza Progresista Lista 738, a la que pertenece también el exvicepresidente de Rodolfo Nin Novoa. En 2005, con la asunción del gobierno frenteamplista, Rossi fue designado Ministro de Transporte y Obras Públicas.
A inicios de 2009, en el preámbulo de la campaña electoral hacia las elecciones internas, junto a otros dirigentes del Frente Amplio formó una agrupación para apoyar la precandidatura presidencial de Marcos Carámbula. Dicha agrupación se presentó en las elecciones de octubre de ese año con la lista 5005 llevando en el primer lugar a la Cámara de Senadores a Diego Cánepa. Hacia fines de 2009 se manejó la posibilidad de que Rossi fuera candidato a intendente por el departamento de San José por la lista 5005, hecho que finalmente no ocurrió.
En junio de 2009, se desempeñó interinamente como Ministro del Interior, tras la renuncia de Daisy Tourné y a la espera del retorno al país del nuevo titular de dicha cartera, Jorge Bruni.
En diciembre de 2014, tras confirmarse la elección de Tabaré Vázquez para un nuevo periodo presidencial, se anunció que Rossi estará nuevamente al frente de la cartera de Transporte.
A mediados de 2025, a los 82 años, Rossi se dispone a asumir una banca como edil en la Junta Departamental de Canelones.